# Super W 2023
El Super W 2023 fue la sexta edición del torneo profesional de rugby femenino de Australia.

## Sistema de disputa
Cada equipo disputó sus encuentros frente a cada rival en una sola ronda; los mejores cuatro equipos clasificaron a la postemporada para definir al campeón del torneo
Puntuación
En la tabla de posiciones, a los equipos se los puntuó según los resultados obtenidos.
- 4 puntos por victoria.
- 2 puntos por empate.
- 0 puntos por derrota.
- 1 punto bonus por ganar haciendo 3 o más tries que el rival.
- 1 punto bonus por perder por siete o menos puntos de diferencia.

## Desarrollo

### Fase regular
| Pos. | Equipo                   | Encuentros | Encuentros | Encuentros | Encuentros | Tantos | Tantos | Tantos | PB | Puntos |
| Pos. | Equipo                   | PJ         | PG         | PE         | PP         | F      | C      | Dif    | PB | Puntos |
| ---- | ------------------------ | ---------- | ---------- | ---------- | ---------- | ------ | ------ | ------ | -- | ------ |
| 1.º  | New South Wales Waratahs | 5          | 5          | 0          | 0          | 158    | 48     | +110   | 4  | 24     |
| 2.º  | Queensland Reds          | 5          | 4          | 0          | 1          | 167    | 77     | +90    | 4  | 20     |
| 3.º  | ACT Brumbies             | 5          | 2          | 0          | 3          | 105    | 106    | -1     | 2  | 10     |
| 4.º  | Fijiana Drua             | 5          | 2          | 0          | 3          | 88     | 118    | -30    | 1  | 9      |
| 5.º  | Western Force            | 4          | 2          | 0          | 3          | 77     | 132    | -55    | 0  | 2      |
| 6.º  | Melbourne Rebels         | 5          | 0          | 0          | 5          | 40     | 154    | -114   | 1  | 1      |

|  | Clasificado a postemporada. |

### Semifinal
| 30 de abril | New South Wales Waratahs | 17 - 20 | Fijiana Drua |  |  |

| 30 de abril | Queensland Reds | 23 - 20 | ACT Brumbies |  |  |

### Final
| 6 de mayo | Queensland Reds | 30 - 38 | Fijiana Drua |  |  |

| Bandera de Fiyi      |
| Campeón Fijiana Drua |
| Segundo título       |